# Boguty-Pianki (plaats)
Boguty-Pianki is een dorp in het Poolse woiwodschap Mazovië, in het district Ostrowski (Mazovië). De plaats maakt deel uit van de gemeente Boguty-Pianki.